# Raúl Martínez
Raúl Martínez Marquínez (Córdoba, 9 novembre 1926) è un ex schermidore argentino.

## Biografia
Ha partecipato ai Giochi della XVII Olimpiade di Roma nel 1960.

## Palmarès
In carriera ha conseguito i seguenti risultati:
- Giochi panamericani:

Città del Messico 1955: oro nella sciabola individuale ed a squadre.
San Paolo 1963: bronzo nella spada a squadre.